# Ždírec u Plzně (nádraží)
Ždírec u Plzně (dříve německy Schdiretz b/Pilsen) je železniční stanice v obci Ždírec v okrese Plzeň-jih, která se nachází na železničním kilometru 320,567 elektrizované železniční trati Plzeň – České Budějovice. Stanice sousedí se zastávkou Srby a stanicí Blovice, mezi Ždírcem u Plzně a Blovicemi je plánována výstavba zastávky Blovice-Vlčice.

## Historie
Nádraží bylo slavnostně otevřeno 1. září 1868, a to jako součást Dráhy císaře Františka Josefa (KFJB) spojující Vídeň, České Budějovice a Plzeň. Po zestátnění KFJB v roce 1884 pak obsluhovala stanici jedna společnost, Císařsko-královské státní dráhy (kkStB), po roce 1918 pak správu přebraly Československé státní dráhy.

## Popis
Ve stanici se nacházejí dvě nástupiště - jedno z betonových desek o délce 195 metrů, druhé se štěrkovým povrchem dlouhé 215 metrů. Ve stanici jsou dvě dopravní koleje o délce 627 metrů s nástupišti, jedna další kolej je kusá manipulační k objektu místního skladiště. V roce 2009 bylo uvažováno o přesunu místního obecního úřadu do budovy nádraží, ze kterého sešlo.